# Hedersskuld
Hedersskuld är en roman av Tom Clancy från 1994.

## Handling
Efter ett amerikanskt handelsembargo mot Japan organiserar den japanske affärsmannen Raizo Yamata en attack mot den amerikanska ekonomin. Samtidigt ockuperar japanska styrkor ett antal öar i Marianerna som samtliga är amerikanska besittningar. Jack Ryan arbetar som nationell säkerhetsrådgivare och tar hjälp av John Clark och Domingo Chavez som under täckmantel försöker infiltrera den politiska eliten i Japan.